# مقاطعة زرندية
مقاطعة زرندية‌ (بالفارسية: شهرستان زرندیه) هي إحدى مقاطعات محافظة مركزي في إيران. كان عدد سكان المقاطعة سنة 2006 حوالي 57,550 نسمة.